# Pimus iviei
Espèce
Pimus iviei est une espèce d'araignées aranéomorphes de la famille des Amaurobiidae.

## Distribution
Cette espèce est endémique de Californie aux États-Unis,.

## Publication originale
- Leech, 1972 : A revision of the Nearctic Amaurobiidae (Arachnida: Araneida). Memoirs of the Entomological Society of Canada, vol. 84, p. 1-182.